# Skeiholmen
Skeiholmen est une île norvégienne du comté de Hordaland appartenant administrativement à Os.

## Description
Rocheuse et couverte d'arbres, elle s'étend sur environ 253 m de longueur pour une largeur approximative de 152 m.